# Ecloca de Theodulus

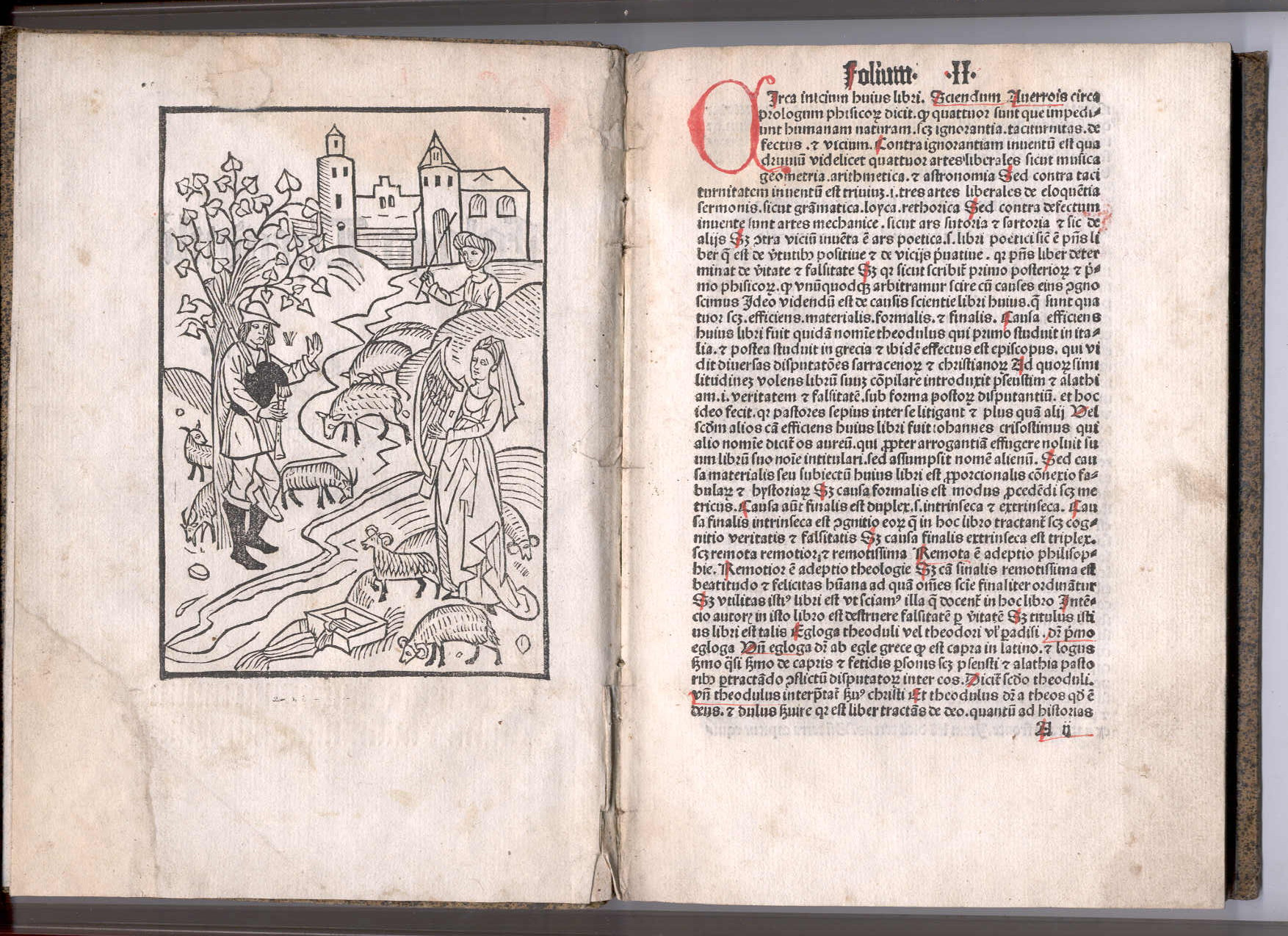
Impreso incunable del Ecloca de Theodulus realizado por Konrad Kachelofen en Leipzig en 1492

La Ecloca de Theodulus fue un diálogo en verso latino, que se convirtió en un texto escolar estándar de la Edad Media. La beca generalmente data del siglo X, aunque también se dan fechas anteriores.
El trabajo está atribuido a Godescalco de Orbais, y de hecho el nombre Theodolus es la traducción griega de Gottschalk o godescalco (esclavo de dios). El poema es un argumento  entre Alithia (verdad) y Pseustis (falsedad), con Phronesis (razón), actuando como árbitro.